# Callirhoe pedata
Callirhoe pedata là một loài thực vật có hoa trong họ Cẩm quỳ. Loài này được (Nutt. ex Hook.) A.Gray mô tả khoa học đầu tiên năm 1849.